# Tà Chải
Tà Chải hay Tả Chải là một xã cũ thuộc huyện Bắc Hà, tỉnh Lào Cai, Việt Nam.

## Địa lý
Xã Tà Chải có diện tích 5,02 km², dân số năm 2022 là 3.342 người, mật độ dân số đạt 665 người/km².
Toàn xã có 9 thành phần dân tộc: người Tày chiếm khoảng 52%; còn lại là người Kinh, người Nùng, người Mông, Dao, Phù Lá, Dáy, Hoa, Thu Lao.

## Lịch sử
Tên gọi Tà Chải theo tiếng Quan Hỏa có nghĩa là “làng lớn”.
Ngày 28 tháng 9 năm 2024, Ủy ban Thường vụ Quốc hội ban hành Nghị quyết số 1197/NQ-UBTVQH15 về việc sắp xếp đơn vị hành chính cấp xã của tỉnh Lào Cai giai đoạn 2023 – 2025 (nghị quyết có hiệu lực từ ngày 1 tháng 11 năm 2024). Theo đó, sáp nhập toàn bộ 5,02 km² diện tích tự nhiên và quy mô dân số là 3.342 người của xã Tà Chải vào thị trấn Bắc Hà.